# Robert Paul
Robert Paul (Toronto, 2 giugno 1937 – Minneapolis, 19 dicembre 2024) è stato un pattinatore artistico su ghiaccio canadese.

## Biografia
Paul iniziò a pattinare insieme a Barbara Wagner nel 1952. Fu portabandiera canadese ai Giochi olimpici del 1969. Lui e la sua partner divennero la prima coppia nordamericana a vincere un oro olimpico. Dopo il ritiro dalle gare, Paul divenne allenatore e coreografo, contribuendo in questa veste a produzioni della Walt Disney Company.

## Palmarès
Con Barbara Wagner
| Internazionali               | Internazionali | Internazionali | Internazionali | Internazionali | Internazionali | Internazionali |
| Evento                       | 1955           | 1956           | 1957           | 1958           | 1959           | 1960           |
| ---------------------------- | -------------- | -------------- | -------------- | -------------- | -------------- | -------------- |
| Giochi olimpici invernali    |                | 6°             |                |                |                | 1°             |
| Campionati mondiali          | 5°             | 5°             | 1°             | 1°             | 1°             | 1°             |
| North American Championships | 3°             |                | 1°             |                | 1°             |                |
| Nazionali                    |                |                |                |                |                |                |
| Campionati canadesi          | 2°             | 1°             | 1°             | 1°             | 1°             | 1°             |